# Distrikt Calquís
Der Distrikt Calquís, alternative Schreibweise: Distrikt Calquis, liegt in der Provinz San Miguel in der Region Cajamarca im Norden Perus. Der Distrikt wurde am 19. März 1965 gegründet. Er besitzt eine Fläche von 339 km². Beim Zensus 2017 wurden 4286 Einwohner gezählt. Im Jahr 1993 lag die Einwohnerzahl bei 4652, im Jahr 2007 bei 4426. Sitz der Distriktverwaltung ist die 2859 m hoch gelegene Ortschaft Calquís. Calquís befindet sich 2 km nördlich der Provinzhauptstadt San Miguel de Pallaques.

## Geographische Lage
Der Distrikt Calquís befindet sich in der peruanischen Westkordillere nordzentral in der Provinz San Miguel. Das Areal umfasst Teile dreier Einzugsgebiete. Der Río Zaña entwässert den Westen und Südwesten nach Nordwesten. Der zentrale Norden bildet das Quellgebiet des Río San Lorenzo, einen linken Nebenfluss des Río Chancay. Entlang der östlichen Distriktgrenze fließt der Río San Miguel (auch Río Puclush), ein rechter Nebenfluss des Río Jequetepeque, nach Süden.
Der Distrikt Calquís grenzt im Südwesten und im Westen an die Distrikte El Prado, Niepos und La Florida, im Norden an die Distrikte Catache und Pulán (beide in der Provinz Santa Cruz), im Nordosten und Osten an die Distrikte Tongod und Llapa sowie im Südosten und im Süden an den Distrikt San Miguel.

## Ortschaften
Im Distrikt gibt es neben dem Hauptort folgende größere Ortschaften:
- El Palmito
- La Totora
- Lauchamud
- Los Tres Rios
- San Lorenzo
- Succhapampa
- Taulis Playa